# The Futurians
Ne doit pas être confondu avec Futurisme.
The Futurians [ðə ˈfjuːt͡ʃəɹiˈænz] est le nom d'un groupe influent d'écrivains, éditeurs et fans de science-fiction de New York de 1937 à 1940.

## Histoire
The Futurians est probablement, au travers de l'histoire de la science-fiction, le groupe ayant compté le plus de célébrités dans ses rangs.
Bien qu'une association officielle soit créée en septembre 1938 (Futurian Science-Literary Society of New York), ce groupe est toujours resté une communauté bohémienne plutôt qu'une association.
Le groupe des Futurians (tout d'abord appelés Wollheimists en référence à Donald Wollheim) est né de la scission de l'ISA (International Scientific Association) en 1937 et regroupe principalement les membres de la côte est de cette association. Les Futurians connaissent l'apogée de leur groupe en 1939 lorsque Frederik Pohl lance une Futurian Federation of the World. En 1940, Donald Wollheim crée la Futurian League dans le but de regrouper leurs amis et alliés hors de New York. Il définit alors comme « Futurian » quelqu'un propageant au travers de la science-fiction la vision d'un futur idéal pour l'humanité et désirant mettre ses convictions au service d'une communauté visant à améliorer le monde.
Dans les années 1941 à 1943, plusieurs membres évoluent vers des activités d'éditeurs de magazines, le groupe s'effritant progressivement. En 1945, les Futurians tentent un retour sur le devant de la scène sans grand succès.
Pendant toutes ces années, le groupe a différents points de ralliement dans différents quartiers de New York, appelés « Futurians Houses » et correspondant à des maisons ou appartements habités par plusieurs des membres vivant en communauté. Comme le signale Damon Knight dans son ouvrage The Futurians, nombre de ces derniers, comme Cyril Kornbluth ou Frederik Pohl, ont été proches des idées marxistes, ce qui explique sans doute en partie la férocité de leurs critiques envers la société de consommation américaine des années 1950 — dont Planète à gogos, dénonciation sarcastique du libéralisme économique, représente l'exemple le plus frappant.

## Membres
Les principaux membres de ce groupe sont :
- Isaac Asimov
- James Blish
- Hannes Bok (en)
- Virginia Kidd
- Damon Knight
- Cyril M. Kornbluth
- David Kyle
- Judith Merril
- Frederik Pohl
- Robert Lowndes (en)
- Richard Wilson
- Donald Wollheim

## Autres groupes
D'autres groupes de fans ont également portés le titre de Futurians, sans toutefois qu'aucun lien n'existe entre eux :
- à Sydney : créé en 1939 puis relancé en 1947.
- à Los Angeles : en 1945
- à San Francisco : également appelé Bay Area Futurians